# 調色板城
調色板城（日语：パレットタウン）是曾經位於日本東京都江東區青海的一座大型商業設施，其象徵是調色板城大摩天輪，已在2022年8月全面關閉。
調色板城所在地是東京都所有的土地，外借給森大廈和三井物產進行開發，1999年3月19日開業。之後東京都將這篇土地出售給森大廈和豐田汽車。

## 主要設施
- VenusFort商場（以18世紀的歐洲街景為主題，約有160間店鋪，Outlet和餐廳）
- 豐田汽車主題樂園MEGA WEB
- 音樂表演空間Zepp Tokyo（可容納2709人）
- 數位藝術博物館teamLab Borderless （佔地一萬平方公尺，2019年開設）

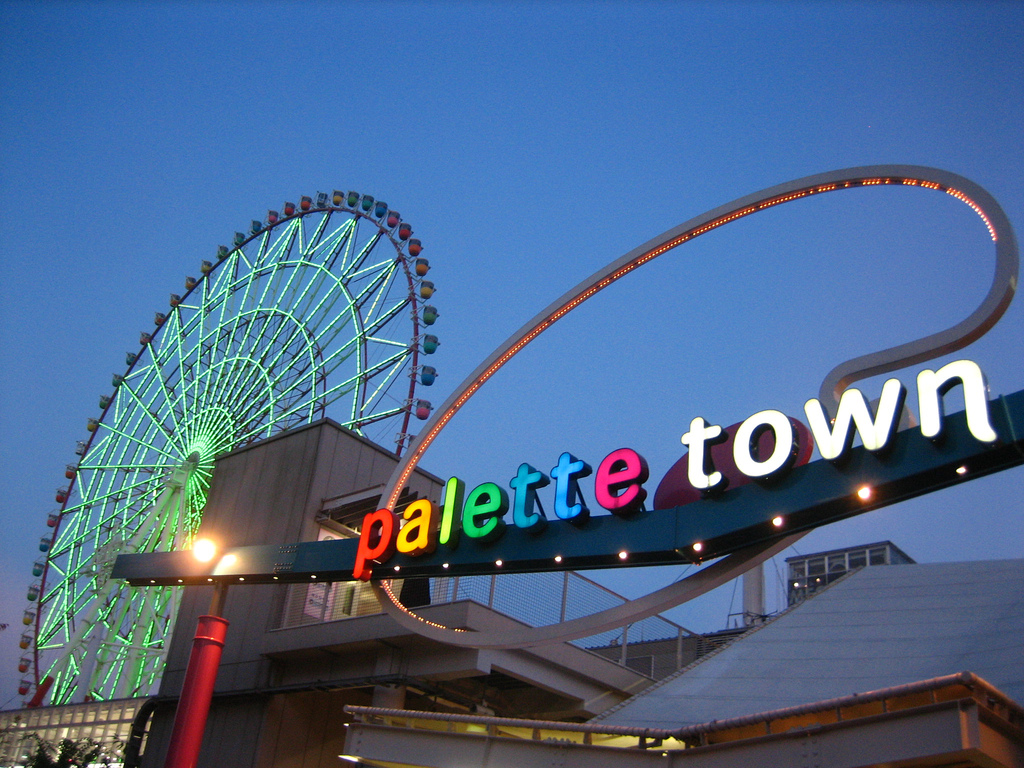
調色板城看板及摩天輪

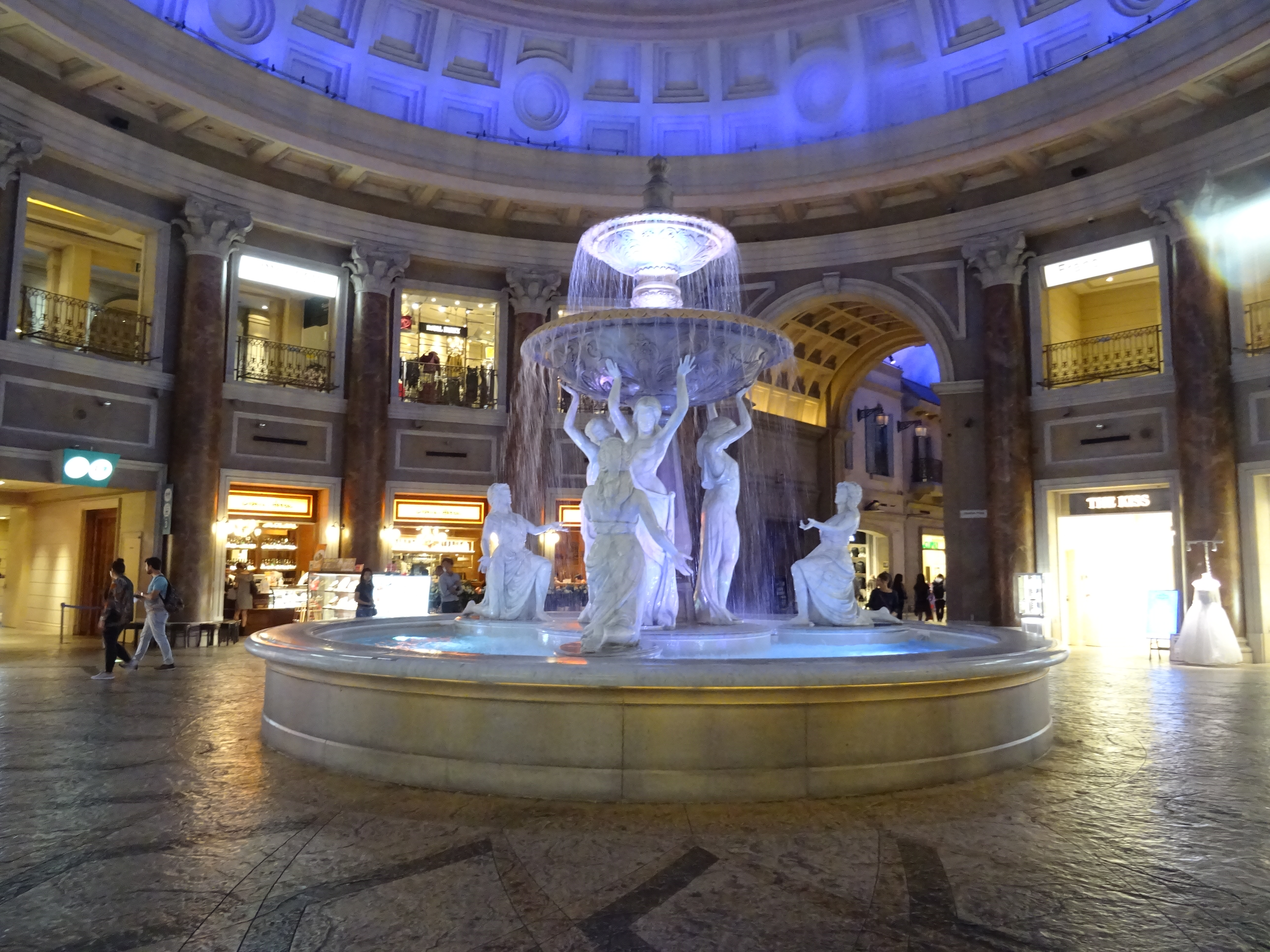
VenusFort商場中庭水池

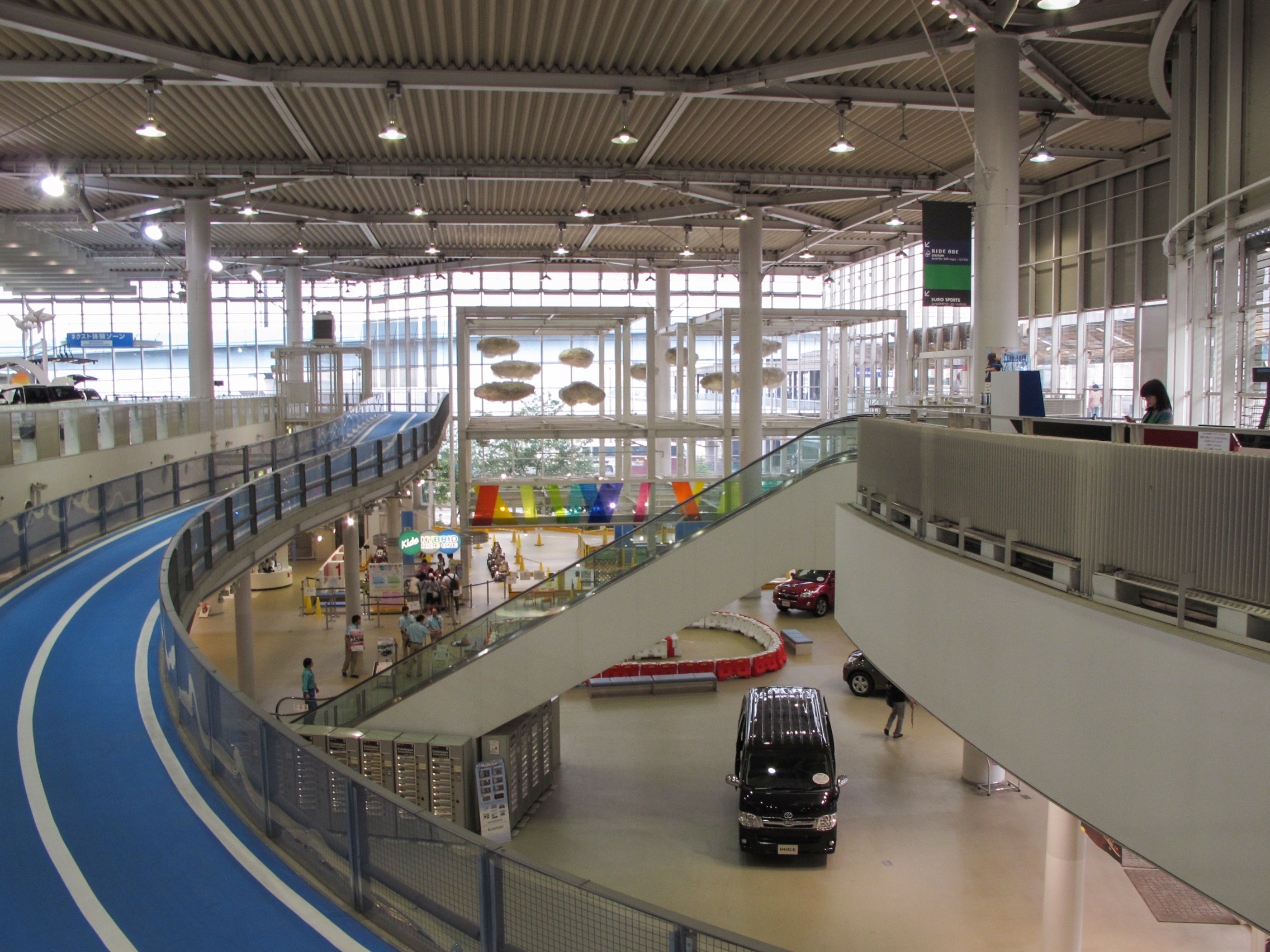
豐田汽車主題樂園MEGA WEB

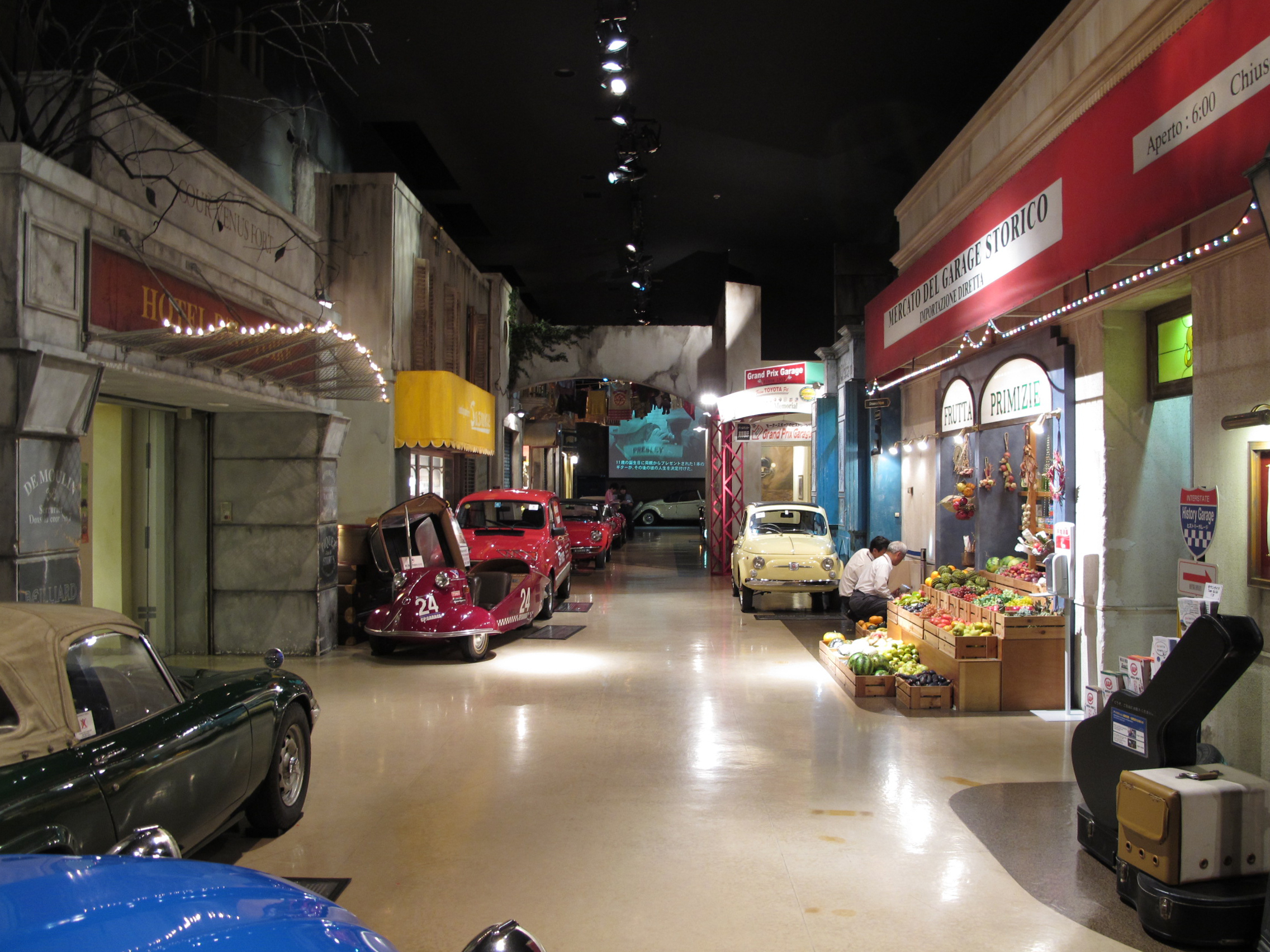
豐田MEGAWEB主題館HISTORY GARAGE展示1950至1980年代的名車

- palette town摩天輪

## 關閉
2020年中，森大廈、三井物產和豐田集團的東和不動產宣布將以2025年為目標，在該地建設多功能競技場和新的商業設施。調色板城因此自2021年12月開始至2022年8月逐漸關門歇業。調色板城關閉後丰田集团會在這裡建設一个多功能体育馆。

## 外部連結
- パレットタウン （页面存档备份，存于）

Template:東京臨海副都心景點